# Democratic National Convention 2004

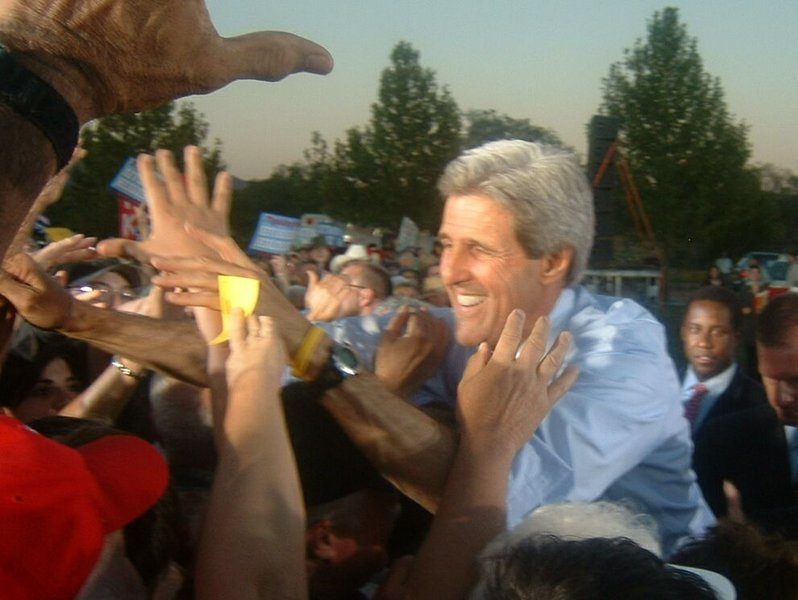
John Kerry, hier bei einer Wahlkampfkundgebung in New Mexico, wurde in Boston als Präsidentschaftskandidat der Demokraten nominiert.

Die Democratic National Convention 2004 war der Nominierungsparteitag der Demokratischen Partei der Vereinigten Staaten im Vorfeld der US-Präsidentschaftswahlen 2004. Der Parteitag fand im Fleet Center in Boston, Massachusetts statt. Er dauerte vom 26. Juli bis zum 29. Juli 2004. 4353 Delegierte nahmen daran teil. Auf dem Parteitag wurde John Kerry, US-Senator aus Massachusetts, als offizieller Präsidentschaftskandidat der Demokraten und damit zum Herausforderer des republikanischen Amtsinhabers George W. Bush bei der Präsidentschaftswahl 2004 nominiert.

## Motto
"Stronger at home, respected in the world" und in verschiedenen Abwandlungen (Strong statt Stronger, in Wahlkampfreden auch "Strong at home and respected in the world")
"Stärker zu Hause und respektiert in der Welt"

## Veranstaltungsort
Das Fleet Center befindet sich unmittelbar neben der Faneuil Hall (Treff der amerikanischen Abolitionisten).

## Redner

### Hauptredner
- Bill Clinton, ehemaliger US-Präsident
- Jimmy Carter, ehemaliger US-Präsident
- Al Gore, ehemaliger US-Vizepräsident
- Hillary Clinton, US-Senatorin
- Teresa Heinz Kerry, Ehefrau von John Kerry
- Christopher Heinz, Stiefsohn von John Kerry
- Barack Obama, Kandidat für das Amt eines US-Senators aus Illinois
- John Edwards, Vizepräsidentschaftskandidat 2004
- Elizabeth Edwards, Ehefrau von John Edwards
- Cate Edwards, Tochter von John Edwards
- John Kerry, Präsidentschaftskandidat 2004
- Alexandra Kerry, Tochter von John Kerry
- Vanessa Kerry, Tochter von John Kerry

Von den Hauptreden fand neben der acceptance address von John Kerry vor allem auch die keynote address von Barack Obama große Beachtung. Obama, bis dahin außerhalb von Illinois weitgehend unbekannt, erlangte erstmals breite Aufmerksamkeit auf nationaler Ebene und galt nunmehr als Hoffnungsträger seiner Partei für die Zukunft.

### Andere Redner
- Roberta Achtenberg
- Tammy Baldwin, Abgeordnete des US-Repräsentantenhauses aus Wisconsin
- Rosa DeLauro, Abgeordnete des US-Repräsentantenhauses aus Connecticut
- Shirley Franklin, Bürgermeisterin von Atlanta
- Terry McAuliffe, Vorsitzender des Democratic National Committee
- Gregory Meeks, Abgeordneter des US-Repräsentantenhauses aus New York
- Robert Menendez, Abgeordneter des US-Repräsentantenhauses aus New Jersey
- Lottie Shackelford, Vizechefin des Parteitags 2004
- Stephanie Tubbs Jones, Abgeordnete des US-Repräsentantenhauses aus Ohio
- Tom Vilsack, Gouverneur von Iowa
- Carol Moseley Braun, ehemalige US-Senatorin
- Tom Carper, US-Senator aus Delaware
- Jon Corzine, US-Senator aus New Jersey
- Tom Daschle, US-Senator aus South Dakota und Senatsminderheitsführer
- Howard Dean, ehemaliger Gouverneur von Vermont und ehemaliger Präsidentschaftsbewerber
- John Dingell, Abgeordneter des US-Repräsentantenhauses aus Michigan
- Richard Gephardt, Abgeordneter des US-Repräsentantenhauses aus Missouri und ehemaliger Präsidentschaftsbewerber
- James P. Hoffa, Präsident der International Brotherhood of Teamsters, (Sohn von Jimmy Hoffa)
- Mike Honda, Abgeordneter des US-Repräsentantenhauses aus Kalifornien
- Jesse Jackson, ehemaliger Präsidentschaftsbewerber
- Edward Kennedy, US-Senator aus Massachusetts
- Kwame Kilpatrick, Bürgermeister von Detroit
- Bob Matsui, Abgeordneter des US-Repräsentantenhauses aus Kalifornien
- Janet Napolitano, Gouverneurin von Arizona
- Ronald Prescott Reagan, Sohn von Ronald Reagan
- Linda Sánchez, Abgeordnete des US-Repräsentantenhauses aus Kalifornien
- Christie Vilsack, Frau von Tom Vilsack
- Steve Brozak, Kandidat für das US-Repräsentantenhaus aus New Jersey, ehemaliger Leutnant der Marine
- Elijah Cummings, Abgeordneter des US-Repräsentantenhauses aus Maryland
- Harold Ford Jr., Abgeordneter des US-Repräsentantenhauses aus Tennessee
- John Glenn, ehemaliger US-Senator aus Ohio und NASA-Astronaut
- Bob Graham, US-Senator aus Florida and ehemaliger Präsidentschaftsbewerber
- Jennifer Granholm, Gouverneurin von Michigan
- Cheryl Jacques, Präsident der Human Rights Campaign
- Claudia Kennedy, Offizierin der US Army
- Ed Pastor, Abgeordneter des US-Repräsentantenhauses aus Arizona
- Bill Richardson, Vorsitzender des Parteitags 2004 und Gouverneur von New Mexico
- Al Sharpton, ehemaliger Präsidentschaftsbewerber
- Juanita Millender-McDonald, Abgeordnete des US-Repräsentantenhauses aus California
- Joe Biden, US-Senator aus Delaware
- Wesley Clark, ehemaliger NATO-Oberbefehlshaber und ehemaliger Präsidentschaftsbewerber
- Madeleine Albright, ehemalige US-Außenministerin
- Max Cleland, ehemaliger US-Senator aus Georgia
- Joseph Lieberman, US-Senator von Connecticut, Vizepräsidentschaftskandidat 2000 und ehemaliger Präsidentschaftsbewerber 2004
- Nancy Pelosi, Abgeordnete des US-Repräsentantenhauses aus Kalifornien und Kongressminderheitsführerin
- Byron Dorgan, US-Senator aus North Dakota

Besondere Beachtung fand der Auftritt von Ron Reagan, dem jüngsten Sohn des wenige Wochen zuvor nach langer Alzheimer-Krankheit verstorbenen republikanischen Ex-Präsidenten Ronald Reagan. Ron Reagan setzte sich für eine verstärkte Förderung der Forschung an embryonalen Stammzellen ein. Damit erhob er eine Forderung, die von Kerry unterstützt, von Bush hingegen abgelehnt wurde.

## Ergebnis der Abstimmung

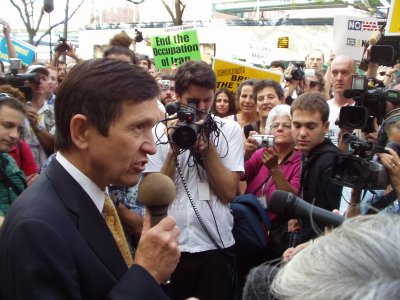
Dennis Kucinich im Gespräch mit Friedensaktivisten bei einer Demonstration am Rande des Parteitages.

- John Kerry: 99,1 % = 4255 Stimmen
- Dennis Kucinich: 0,9 % = 37 Stimmen

## Inhalte des Parteitags
Thematisiert wurden unter anderem der so genannte Antiterrorkrieg der USA, zu dem sich John Kerry und John Edwards im Grundsatz bekannten, sowie Unregelmäßigkeiten bei der Stimmauszählung zur Wahl 2000, die laut einem Bericht zu einer Benachteiligung von Minderheiten geführt hätten. Kerry unterstrich die Forderung, dass jede Stimme gezählt werden müsse.
Zur Arbeitsmarktpolitik sagte Kerry mehrmals, George W. Bush habe Arbeitsplätze vernichtet und kaum neue geschaffen. In der Steuerpolitik wurde gefordert, die Steuerkürzung für Reiche (definiert als Leute, die mehr als 200.000 Dollar im Monat verdienen) rückgängig zu machen und Steuersenkungen für die Mittelschicht durchzusetzen.
Erwartungsgemäß bekräftigten die Demokraten ihre Absicht, Präsident Bush abzulösen, und zeigten sich optimistisch, dieses Ziel erreichen zu können. Kerry und Edwards sagten in diesem Zusammenhang mehrmals "Hope is on the way" (Hoffnung ist unterwegs).

## Sicherheit für Delegierte
Dieser Parteitag hatte so starke Sicherheitsvorkehrungen wie kein anderer in der US-Geschichte.
Es wurde vom Kongress ein Sicherheitspaket für 60 Millionen Dollar verabschiedet.
Sicherheitsvorkehrungen:
- 1 km um das Fleet Center wurde eine Sicherheitszone errichtet
- Regulierung des Verkehrs in und aus der Stadt
- Durchsuchung der Post und der Gepäckstücke von allen Pendlern
- Versiegelung von Gully-Deckeln
- Schließung von Hauptverkehrsstraßen

## Medienaufkommen
Mancher TV-Sender berichtete vier Stunden, Nachrichtensender sogar 18 Stunden pro Tag vom Parteitag. Es wurden Reporter in die "War Rooms" (Kriegsräume) geschickt (Räume, in denen die Vertreter der gegnerischen Parteien Republikaner und Demokraten auf die Äußerungen der Redner reagierten).

## Belege
1. ↑  Artikel von Randal C. Archibold in der New York Times vom 29. Juli 2004, online abgerufen am 24. Mai 2008.